# Johnny Delgado
Johnny Delgado, geb. Juan Marasigan Feleo (Manilla, 29 februari 1948 – 19 november 2009) was een Filipijns acteur en scenarioschrijver.

## Carrière
Johnny Delgado speelde vanaf 1968 in meer dan 60 films en televisieseries en was tot vlak voor zijn dood actief. Hij won in zijn carrière diverse filmprijzen. Zo leverde de rol van Danny in Tanging yaman uit 2000 hem een FAMAS Award voor beste acteur op. Ook in 2007 was hij nog genomineerd voor die prijs voor Mang Rudy in Kaleldo. Daarnaast werd hij nog negen maal genomineerd voor de FAMAS Award voor beste mannelijke bijrol.
Delgado schreef ook filmscripts. Zo schreef hij Santa Santita uit 2004 en zijn laatste project was de korte film Labing Labing, die hij schreef en regisseerde.
In 2008 werd bij Delgado darmkanker vastgesteld. Hij overleed uiteindelijk op 61-jarige leeftijd aan de gevolgen van maligne lymfoom. Johnny Delgado was de zoon van filmregisseur Ben Feleo. Zijn dochters Anna Feleo en Ina Feleo zijn ook actrices.

## Filmografie
| - Dayo (2008) (stem) - Urduja (2008) (stem) - You Got Me! (2007) - Ligalig (2006) - First Day High (2006) - Ang huling araw ng linggo (2006) - Kaleldo (2006) - La visa loca (2005) - Santa Santita (2004) - Crying Ladies (2003) - Pakners (2003) - Kailangan kita (2002) - Hari ng Selda: Anak ni Baby Ama 2 (2002) - Bakit 'di totohanin (2001) - Tanging yaman (2000) - The Elsa Castillo story... Ang katotohanan (1994) - Macario Durano (1994) - Hindi pa tapos ang laban (1994) - Mga syanong parak (1993) - Lt. Madarang: Iginuhit sa dugo (1993) - Kung kailangan mo ako (1993) - Hanggang may buhay (1992) - Paminsan-minsan (1992) - Eddie Tagalog: Pulis Makati (1992) - Lumayo ka man sa akin (1992) - Kahit buhay ko (1992) - Akin ang pangarap mo (1992) - Kamay ni Cain (1992) | - Alyas Boy Kano (1992) - Amang Capulong - Anak ng Tondo II (1992) - Aliwan Paradise (1992) - Alyas Pogi: Birador ng Nueva Ecija (1990) - Dadaan ka sa ibabaw ng aking bangkay (1990 - Joe Pring: Homicide Manila Police (1989) - Hindi pahuhuli ng buhay (1989) - Pepeng Kuryente (1988) - Balweg (1986) - Batuigas II: Pasukuin si Waway (1984) - Baby Tsina (1984) - Misteryo sa tuwa (1984) - Somewhere (1984) - Ang padrino (1984) - Huwag kang papatay! (1984) - Bad bananas sa puting tabing (1983) - Alpha Kappa Omega Batch '81 (1982) - Dancing Master 2: Macao Connection (1982) - Uod at rosas (1982) - San Basilio (1981) - Salome (1981) - Aguila (1980) - Brutal (1980) - Angela Markado (1980) - Kakabakaba ka ba? (1980) - Ang Alamat ni Julian Makabayan (1979) - Jaguar (1979) - Init (1979) - Garrote: Jai alai king (1978) - Bergado (Terror of Cavite) (1976) | - Mrs. Teresa Abad ako po si Bing (1976) - Banaue (1975) - Super Gee (1973) - Walang impiyerno sa matatapang (1972) - The Young Idols (1972) - Madonna (1971) - Portrait of an Angel (1971) - Europe Here We Come! (1971) - The Stripteaser (1970) - Pussy Cat (1969) - Ito ang digmaan (1968) - Mali-Mali Meets Batangueno (1968) - Sa manlulupig di ka pasisiil (1968) - Bawat kanto basagulo (1968) - Kamandag (2007) - Maria Flordeluna (2007) - Calla Lily (2006) - Anghel na walang langit, Mga (2005) - Te amo, maging sino ka man (2004) - Kaytagal kang hinintay (2002-2003) - Arriba! Arriba! (2000) - A Dangerous Life" (1988) - Santa Santita (2004) - Labing-Labing (2008) (tevens regisseur) |